# Arrondissement de Marbourg-Biedenkopf
L’arrondissement de Marbourg-Biedenkopf est un arrondissement (Landkreis en allemand) de Hesse (Allemagne) situé dans le district (Regierungsbezirk en allemand) de Giessen.
Son chef-lieu est Marbourg.

## Villes, communes et communautés d'administration
(nombre d'habitants en 2008)
| Städte 1. Amöneburg (5 243) 2. Biedenkopf (13 361) 3. Gladenbach (12 299) 4. Kirchhain (16 291) 5. Marbourg (79 836) 6. Neustadt (8 946) 7. Rauschenberg (4 578) 8. Stadtallendorf (21409) 9. Wetter (9 195) | Gemeinden 1. Angelburg (Sitz: Gönnern) (3 580) 2. Bad Endbach (8 463) 3. Breidenbach (6 924) 4. Cölbe (7 056) 5. Dautphetal (Sitz: Dautphe) (11 833) 6. Ebsdorfergrund (Sitz: Dreihausen) (8 967) 7. Fronhausen (4 035) 8. Lahntal (Sitz: Sterzhausen) (6 935) 9. Lohra (5 630) 10. Münchhausen (3 506) 11. Steffenberg (Sitz: Niedereisenhausen) (4 331) 12. Weimar (Sitz: Niederweimar) (6 961) 13. Wohratal (Sitz: Wohra) (2 421) |